# Paolo Bonacelli
Paolo Bonacelli né le 28 février 1937 à Civita Castellana (Italie), est un acteur italien.

## Biographie
Paolo Bonacelli est notamment connu pour sa prestation dans le film de Pasolini Salò ou les 120 jours de Sodome (1975). Il a aussi joué dans Midnight Express (1978), Caligula (1979), Le Guignolo (1980) et The American (2010).

## Filmographie sélective

### Cinéma
- 1965 : Super 7 appelle le Sphinx (Superseven chiama Cairo) d'Umberto Lenzi : le commandant Hume
- 1970 : Lady Barbara : Edward
- 1972 : Une prostituée au service du public et en règle avec la loi (Una prostituta al servizio del pubblico e in regola con le leggi dello stato) d'Italo Zingarelli
- 1974 : La Grande Bourgeoise (Fatti di gente perbène) de Mauro Bolognini
- 1974 : L'An un (Anno uno) de Roberto Rossellini
- 1974 : Milarépa
- 1975 : Cadavres exquis (Cadaveri eccelenti) de Francesco Rosi
- 1975 : Salò ou les 120 Journées de Sodome de Pier Paolo Pasolini
- 1976 : Portrait de province en rouge de Marco Leto
- 1977 : Antonio Gramsci: I giorni del carcere de Lino Del Fra
- 1978 : Midnight Express d'Alan Parker
- 1979 : Le Christ s'est arrêté à Eboli
- 1979 : Caligula de Tinto Brass
- 1979 : Le Manteau d'astrakan (Il cappotto di Astrakan) de Marco Vicario
- 1980 : Le Guignolo
- 1983 : Il cavaliere, la morte e il diavolo de Beppe Cino
- 1984 : Henri IV de Marco Bellocchio
- 1984 : Sole nudo de Tonino Cervi
- 1987 : D'Annunzio de Sergio Nasca
- 1989 : Francesco de Liliana Cavani
- 1990 : La Fuite au paradis (Fuga dal paradiso) d'Ettore Pasculli : Eliah
- 1991 : Johnny Stecchino de Roberto Benigni
- 1991 : Night on Earth de Jim Jarmusch
- 1994 : Même heure, l'année prochaine (Tutti gli anni una volta l'anno) de Gianfrancesco Lazotti
- 1996 : Le Syndrome de Stendhal
- 2000 : Scarlet Diva d'Asia Argento
- 2006 : Mission impossible 3 (Mission: Impossible III) de J. J. Abrams
- 2010 : The American d'Anton Corbijn
- 2023 : Comandante d'Edoardo De Angelis

### Télévision
- 1988 : Un train pour Petrograd (Il treno di Lenin) de Damiano Damiani
- 1989 : La moglie ingenua e il marito malato, de Mario Monicelli : Carl Rune
- 1994 : Charlemagne, le prince à cheval de Clive Donner